# Bento de Góis
Bento de Góis (Vila Franca do Campo, 1562 – Jiuquan, 1607) è stato un missionario portoghese.
Dapprima militare, entrò nel 1588 nella Compagnia di Gesù come coauditore. Nel 1602 avviò un lungo viaggio che lo portò ad attraversare India, Afghanistan e Tibet diretto in Cina, allo scopo di accertare se il Catai descritto da Marco Polo coincidesse o meno con la Cina dove in quell'epoca si era già insediata una missione gesuita proveniente però dal porto di Macao. Il viaggio si concluse nel 1607, quando Góis fu avvelenato dagli Arabi, non prima però di aver incontrato suoi confratelli provenienti da Pechino e dimostrato una volta per tutte l'identità tra Catai e Cina.